# Кийкова, Евгения Ивановна
Евгения Ивановна Кийкова (1923—1943) — советская антифашистка-подпольщица. Во время Великой Отечественной войны член подпольной комсомольской организации «Молодая гвардия» во временно оккупированном немецкими войсками городе Краснодоне.

## Биография
Евгения Ивановна Кийкова родилась 23 июня 1923 года в рабочем посёлке Селезнёвский рудник Луганского округа Донецкой губернии Украинской ССР СССР (ныне город Перевальск Луганской области Украины) в семье рабочего. Русская[значимость факта?].
Жене было всего пять лет, когда из семьи ушёл отец, и девочка выросла фактически безотцовщиной[значимость факта?]. В 1931 году она пошла в первый класс фабрично-заводской семилетки в родном посёлке[значимость факта?]. Женя часто болела и пропускала учёбу, поэтому с успеваемостью в школе у ней дела обстояли неважно[значимость факта?]. А когда в 1935 году её мать Елена Никифоровна во второй раз вышла замуж и отчим перевёз семью в посёлок Краснодон, она и вовсе не закончила учебный год и осенью вновь пошла в 4 класс Краснодонской неполной средней школы[значимость факта?]. Невысокую успеваемость Женя компенсировала другими талантами[значимость факта?]. От матери-модистки она унаследовала тягу к рукоделию[значимость факта?]. Все девочки в классе завидовали её умению вязать и вышивать, и во многом благодаря этому чуть ли не половина из них собиралась после окончания школы поступать в текстильный техникум[значимость факта?]. Кроме того, Женя прекрасно пела и немного играла на гитаре[значимость факта?]. Она охотно занималась в кружках художественной самодеятельности[значимость факта?], где подружилась со своей одноклассницей Тоней Дьяченко. Девушки стали неразлучными подругами. В школе они сидели за одной партой, а после школы всё своё свободное время проводили вместе[значимость факта?]. У них даже сложился творческий дуэт: Женя пела, а Тоня аккомпанировала ей на гитаре и подпевала[значимость факта?]. Девушки неизменно выступали на школьных вечерах и в местном клубе, а иногда давали концерты и в расположенной по соседству авиационной воинской части[значимость факта?]. В 1940 году подруги вместе вступили в комсомол, одновременно обрезали свои длинные косы[значимость факта?], одновременно стали вожатыми в младших классах. В своём подшефном пионерском отряде Женя организовала кружки игры на гитаре и хорового пения, а для девочек ещё и кружок рукоделия[значимость факта?]. Став комсомолкой, она значительно подтянулась в учёбе. Программу восьмого класса по большинству школьных предметов она сдала на «хорошо» и «отлично»[значимость факта?].
Во время учёбы в школе Женя Кийкова и Тоня Дьяченко часто размышляли о своём будущем[значимость факта?]. Более романтичная Тоня мечтала о дальних плаваниях и воздушных полётах, увлекая этим и свою подругу[значимость факта?]. Но когда действительно встал вопрос о выборе будущей профессии, старшая и более прагматичная Женя уговорила Тоню поступать в текстильный техникум[значимость факта?]. Окончив летом 1941 года восьмой класс, девушки съездили в Гомель и подали в приёмную комиссию необходимые для зачисления документы[значимость факта?], но их планам помешала война. Лето 1941 года подруги, как и другие комсомольцы Краснодона, провели в совхозе, помогая убирать урожай, а осенью вернулись за школьную парту[значимость факта?]. Вскоре в Краснодоне начал работать госпиталь, и после окончания уроков Женя шла ухаживать за ранеными. Она не пропустила ни одного субботника, которые для помощи фронту организовывало бюро ВЛКСМ. Ходила по домам, собирала вещи и медикаменты, бутылки для коктейлей Молотова, в фонд помощи беженцам передала половину своего личного гардероба. С приближением немецких войск к Краснодону девушка пошла добровольцем на строительство укреплений, наравне с парнями рыла окопы, противотанковые рвы и землянки для устройства ДЗОТов.
20 июля 1942 года Краснодон был оккупирован немецкими войсками, и уже вскоре[когда?] в городе стихийно стали возникать комсомольские антифашистские ячейки. Женя Кийкова вместе с Антониной Дьяченко с первых дней оккупации вступила в подпольную группу, организованную Николаем Сумским, которая в октябре 1942 года влилась в «Молодую гвардию». Группа Сумского имела самодельный радиоприёмник. Подпольщики слушали сводки «Совинформбюро», на основании которых писали листовки. Распространяла антифашистские агитационные материалы в числе других и Женя Кийкова. Чтобы не быть угнанной в Германию, девушка устроилась на шахту № 1, но практически не работала[значимость факта?]: занималась саботажем и вела разъяснительную работу среди работников шахты. Несколько раз Женя ходила в поле и под видом сбора колосьев перерезала телефонные кабели линии связи немцев. Также она собирала еду и медикаменты для военнопленных, приняла участие в организации побега из плена трёх красноармейцев, по заданию организации заражала пшеничным клещом приготовленное для отправки в Германию зерно.
13 января 1943 года Евгения Кийкова была арестована и после жестоких пыток 16 января в числе других молодогвардейцев расстреляна. Её изуродованное тело палачи сбросили в шурф шахты № 5. После освобождения Краснодона Красной Армией тела подпольщиков были подняты из шахты. Неразлучные подруги Женя Кийкова и Тоня Дьяченко по просьбе родственников были похоронены в одном гробу в братской могиле молодогвардейцев на центральной площади города

## Награды
- Орден Отечественной войны 1-й степени (13.09.1943, посмертно)
- Медаль «Партизану Отечественной войны 1 степени» (10.09.1943, посмертно)

## Память
- Именем Евгении Кийковой названа улица в городе Перевальске Луганской области Украины